# Grand Prix Argentiny 1996
Grand Prix Argentiny 1996 (XIX Gran Premio de la Republica Argentina), 3. závod 47. ročníku mistrovství světa jezdců Formule 1 a 38. ročníku poháru konstruktérů, historicky již 584. grand prix, se odehrála na okruhu Autódromo Oscar Alfredo Gálvez.

## Výsledky

### Kvalifikace
| Pořadí | Číslo | Jezdec                | Konstruktér        | Čas      | Odstup |
| ------ | ----- | --------------------- | ------------------ | -------- | ------ |
| 1      | 5     | Damon Hill            | Williams-Renault   | 1:30.346 |        |
| 2      | 1     | Michael Schumacher    | Ferrari            | 1:30.598 | +0.252 |
| 3      | 6     | Jacques Villeneuve    | Williams-Renault   | 1:30.907 | +0.561 |
| 4      | 3     | Jean Alesi            | Benetton-Renault   | 1:31.038 | +0.692 |
| 5      | 4     | Gerhard Berger        | Benetton-Renault   | 1:31.262 | +0.916 |
| 6      | 11    | Rubens Barrichello    | Jordan-Peugeot     | 1:31.404 | +1.058 |
| 7      | 17    | Jos Verstappen        | Footwork-Hart      | 1:31.615 | +1.269 |
| 8      | 7     | Mika Häkkinen         | McLaren-Mercedes   | 1:31.801 | +1.455 |
| 9      | 8     | David Coulthard       | McLaren-Mercedes   | 1:32.001 | +1.655 |
| 10     | 2     | Eddie Irvine          | Ferrari            | 1:32.058 | +1.712 |
| 11     | 15    | Heinz-Harald Frentzen | Sauber-Ford        | 1:32.130 | +1.784 |
| 12     | 9     | Olivier Panis         | Ligier-Mugen-Honda | 1:32.177 | +1.831 |
| 13     | 18    | Ukjó Katajama         | Tyrrell-Yamaha     | 1:32.407 | +2.061 |
| 14     | 21    | Tarso Marques         | Minardi-Ford       | 1:32.502 | +2.156 |
| 15     | 12    | Martin Brundle        | Jordan-Peugeot     | 1:32.696 | +2.350 |
| 16     | 19    | Mika Salo             | Tyrrell-Yamaha     | 1:32.903 | +2.557 |
| 17     | 14    | Johnny Herbert        | Sauber-Ford        | 1:33.256 | +2.910 |
| 18     | 10    | Pedro Diniz           | Ligier-Mugen-Honda | 1:33.424 | +3.078 |
| 19     | 20    | Pedro Lamy            | Minardi-Ford       | 1:33.727 | +3.381 |
| 20     | 16    | Ricardo Rosset        | Footwork-Hart      | 1:33.752 | +3.406 |
| 21     | 22    | Luca Badoer           | Forti-Ford         | 1:34.830 | +4.484 |
| 22     | 23    | Andrea Montermini     | Forti-Ford         | 1:35.651 | +5.305 |

### Závod
| Pořadí | Číslo | Jezdec                | Konstruktér        | Kola | Čas/odstoupení | Start | Body |
| ------ | ----- | --------------------- | ------------------ | ---- | -------------- | ----- | ---- |
| 1      | 5     | Damon Hill            | Williams-Renault   | 72   | 1:54:55.322    | 1     | 10   |
| 2      | 6     | Jacques Villeneuve    | Williams-Renault   | 72   | +12.167        | 3     | 6    |
| 3      | 3     | Jean Alesi            | Benetton-Renault   | 72   | +14.754        | 4     | 4    |
| 4      | 11    | Rubens Barrichello    | Jordan-Peugeot     | 72   | +55.131        | 6     | 3    |
| 5      | 2     | Eddie Irvine          | Ferrari            | 72   | +1:04.991      | 10    | 2    |
| 6      | 17    | Jos Verstappen        | Footwork-Hart      | 72   | +1:08.913      | 7     | 1    |
| 7      | 8     | David Coulthard       | McLaren-Mercedes   | 72   | +1:13.400      | 9     |      |
| 8      | 9     | Olivier Panis         | Ligier-Mugen-Honda | 72   | +1:14.295      | 12    |      |
| 9      | 14    | Johnny Herbert        | Sauber-Ford        | 71   | +1 kolo        | 17    |      |
| 10     | 23    | Andrea Montermini     | Forti-Ford         | 69   | +3 kola        | 22    |      |
| Ret    | 4     | Gerhard Berger        | Benetton-Renault   | 56   | Zavěšení       | 5     |      |
| Ret    | 1     | Michael Schumacher    | Ferrari            | 46   | Zlomené křídlo | 2     |      |
| Ret    | 20    | Pedro Lamy            | Minardi-Ford       | 39   | Převody        | 19    |      |
| Ret    | 19    | Mika Salo             | Tyrrell-Yamaha     | 36   | Plynový pedál  | 16    |      |
| Ret    | 12    | Martin Brundle        | Jordan-Peugeot     | 34   | Kolize         | 15    |      |
| Ret    | 21    | Tarso Marques         | Minardi-Ford       | 33   | Kolize         | 14    |      |
| Ret    | 15    | Heinz-Harald Frentzen | Sauber-Ford        | 32   | Vyjetí z tratě | 11    |      |
| Ret    | 10    | Pedro Diniz           | Ligier-Mugen-Honda | 29   | Požár          | 18    |      |
| Ret    | 18    | Ukjó Katajama         | Tyrrell-Yamaha     | 28   | Převody        | 13    |      |
| Ret    | 16    | Ricardo Rosset        | Footwork-Hart      | 24   | Olejová pumpa  | 20    |      |
| Ret    | 22    | Luca Badoer           | Forti-Ford         | 24   | Kolize         | 21    |      |
| Ret    | 7     | Mika Häkkinen         | McLaren-Mercedes   | 19   | Plynový pedál  | 8     |      |

## Průběžné pořadí šampionátu
Pohár jezdců
| Pořadí | Jezdec             | Body |
| ------ | ------------------ | ---- |
| 1      | Damon Hill         | 30   |
| 2      | Jacques Villeneuve | 12   |
| 3      | Jean Alesi         | 10   |
| 4      | Eddie Irvine       | 6    |
| 5      | Mika Häkkinen      | 5    |

Pohár konstruktérů
| Pořadí | Konstruktér      | Body |
| ------ | ---------------- | ---- |
| 1      | Williams-Renault | 42   |
| 2      | Benetton-Renault | 13   |
| 3      | Ferrari          | 10   |
| 4      | McLaren-Mercedes | 5    |
| 5      | Jordan-Peugeot   | 3    |